# Château de Montmirail (Marne)
Pour les articles homonymes, voir Château de Montmirail.
Le château de Montmirail ou Montmirel est situé au cœur de la ville de Montmirail, dans la Marne ; il date du XVIe siècle.
Le château fait l’objet d’une inscription au titre des monuments historiques depuis le 2 mars 1928. 

## Histoire
Le roi Louis XIII séjourna au château trois fois : le 24 juin 1622, le 14 février 1632 et le 14 juillet 1632, souvent en revenant de guerre. Le roi Louis XIV y vint le 5 décembre 1656 en revenant de la guerre en Lorraine, 17 juillet 1683 en revenant de la guerre en Alsace, le 13 mai 1687 pour faire son voyage à Luxembourg et Longwy, et en en revenant du 3 au 5 juin. Napoléon vint au château de Montmirail, le 11 juin 1814, pour planifier la bataille de Montmirail.

## Nobles et gérants du Château
Liste des nobles de Montmirail, et possesseurs du château de Montmirail :

### Famille de Montmirail/Montmirel
- Dalmace de Montmirail (env. 1045 - 1092) ;
- Gaucher de Montmirail, seigneur de La Ferté-Gaucher et Condé (ces deux fiefs apparaissent initialement comme des dépendances de la seigneurie de Montmirail/Montmirel) (env. 1075 - 1123) ;
- Hélie de Montmirail, seigneur de La Ferté-Gaucher (env. 1105 - env. 1150), qui serait marié à Adèle de Pleurs ;
- André de Montmirail, seigneur de La Ferté-Gaucher et Condé (env. 1140 - env. 1212[3]), époux d'Hildiarde d'Oisy, dame d'Oisy et de Crèvecœur, châtelaine de Cambrai (par son père Simon), vicomtesse de Meaux et dame de La Ferté-sous-Jouarre (par sa mère Ade de La Ferté dite de Vermandois) ;
- Jean de Montmirail, connétable de France (1165 - 29 septembre 1217) (appelé aussi le bienheureux Jehan de Montmirel), sauva la vie de Philippe-Auguste à Gisors et participa à la quatrième croisade. Il se retira comme moine à l'abbaye de Longpont ;
- Helvise de Dampierre, dame de Somsois (avant 1162 - env. 1224) ;
- Jean II de Montmirail ;
- Mathieu de Montmirail, seigneur de La Ferté-Gaucher (- 1262) ;
- Marie de Montmirail (1192-1273) et d'Oisy, sœur de Mathieu et de Jean II, fille du connétable Jean Ier de Montmirail, héritière de Cambrai et de l'ensemble des fiefs familiaux (env. 1195 - 20 septembre 1272), veuve d'Enguerrand III de Coucy (1182-1242), épousé en 1212.

### Maison de Coucy
- Enguerrand IV de Coucy (1228 - 1311), fils de la précédente ;
- Enguerrand V de Coucy, (1255 - 1321), neveu du précédent, fils d'Arnoul III de Guînes et d'Alix de Coucy, sire d'Oisy, époux vers 1285 de Christine de Lindsay de Balliol/Bailleul en Vimeu ;
- Guillaume de Coucy, (env. 1290 - 1335), fils du précédent, seigneur de Coucy, La Ferté-Gaucher et Montmirail 1311 (son frère cadet Enguerrand (vers 1295-vers 1344) continue les vicomtes de Meaux, sires de La Ferté-sous-Jouarre et de Condé ; leur frère puîné Robert, chantre de Cambrai, reçoit La Ferté-Gaucher), époux d'Isabeau de Châtillon dame d'Encre ;
- Raoul de Coucy, seigneur de Montmirail (- env. 1389), 1335, fils cadet de Guillaume (son frère aîné Enguerrand VI continue les sires de Coucy, Marle, Oisy...), époux vers 1366 de Jeanne d'Harcourt ;
- Jeanne d'Harcourt, † ap. 1412 ;
- Enguerrand, † ap. 1392, fils aîné de Raoul ;
- Raoul de Coucy, évêque de Metz en 1387-1415, et de Noyon en 1415-1424 (sans postérité), fils cadet de Raoul ;
- Guillaume de Coucy, † ap. 1411, frère puîné des précédents ;
- Blanche de Coucy (1365 - 1437), fille de Raoul de Coucy († ~1389) et sœur des précédents, dame de Montmirel, La Ferté-Gaucher, Encre et Bailleul, épouse Hugues de Pierrepont, comte de Braine et de Roucy (Hugues II).

### Famille de Pierrepont
- Jean de Pierrepont, comte de Braine (Jean III) et de Roucy (Jean VI) (1388 - 25 octobre 1415) (sa sœur Marguerite, dame d'Encre, épouse Thomas III de Vasto marquis de Saluces), fils de Blanche de Coucy, époux en 1398 d'Elisabeth de Montagu ;
- Jeanne de Pierrepont, dame de Braine et de Roucy (1413 - 4 octobre 1459), fille de Jean de Pierrepont, comte de Braine et de Roucy. Vingt-et-unième dame de Montmirail et dame de La Ferté-Gaucher après la mort de son père Jean VI et son grand-père Hugues (II) à la bataille d'Azincourt en 1415.

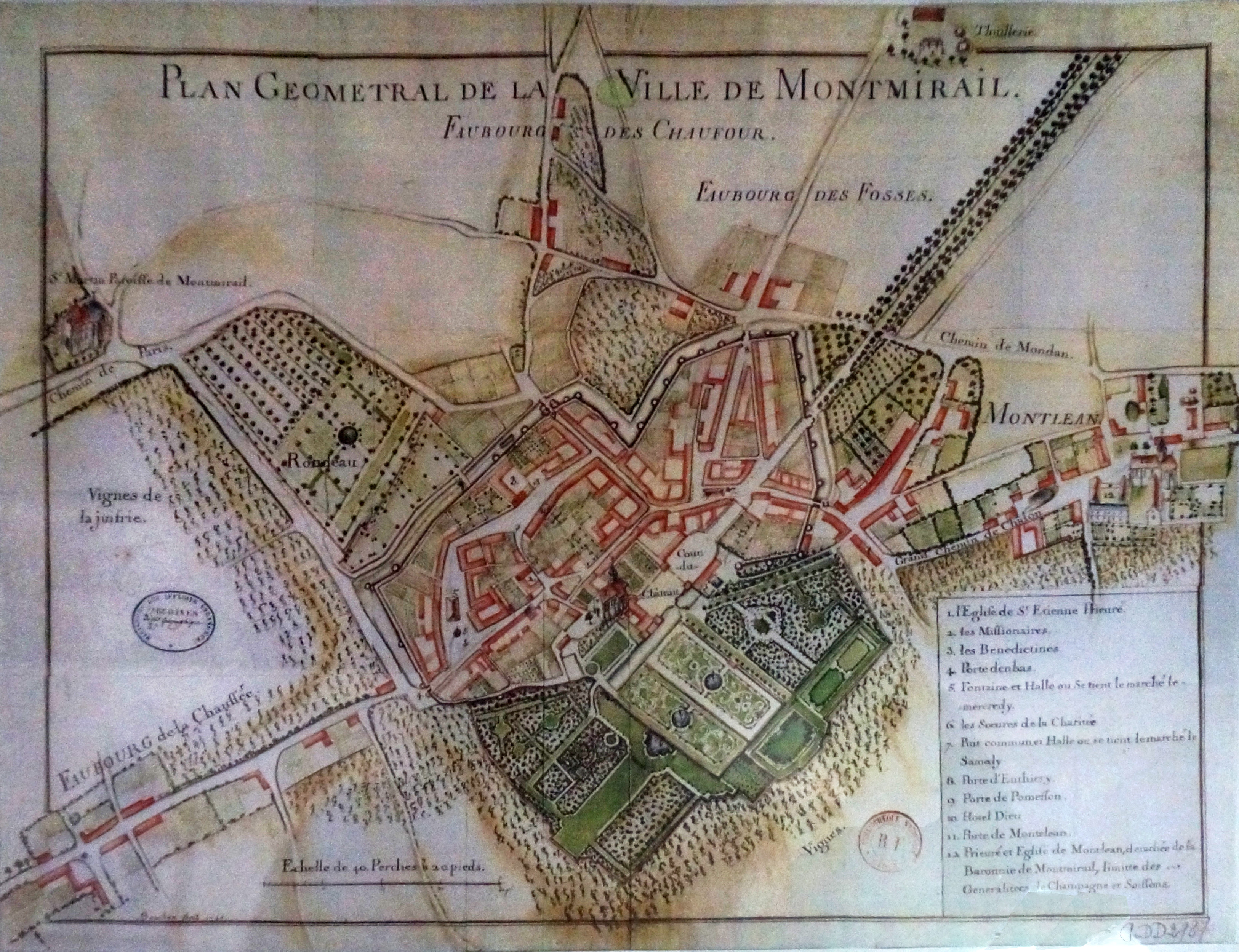
Le château et son parc.

### Maison de Sarrebruck
- Robert Ier de Sarrebruck-Commercy, comte de Braine et de Roucy (Robert III) (env. 1400 - 30 mars 1460), époux Jeanne de Pierrepont, dame de Braine et de Roucy en 1417 ;
- Jean VII de Sarrebruck, comte de Roucy (1430 - 14 juin 1492), fils de Robert III (sans postérité légitime), tenu prisonnier au château de Loches par Louis XI qui donne la terre de Montmirail à :
- Georges de La Trémoille le 5 octobre 1470 par lettres patentes, gouverneur de la Touraine (1427 - 1481), lieutenant général de la Champagne (1474) ;
- Robert II de Sarrebruck (- 4 septembre 1504) (Robert IV comte de Braine et de Roucy), neveu de Jean VII, époux en 1487 de Marie d'Amboise de Chaumont ;
- Georges d'Amboise, cardinal, archevêque de Rouen. Vente de 1506 ;
- Amé III de Sarrebruck-Commercy, seigneur/damoiseau de Commercy (1495 - 1525), sans postérité survivante, fils de Robert IV, épouse en 1520 Renée de La Marck.

### Famille de Silly

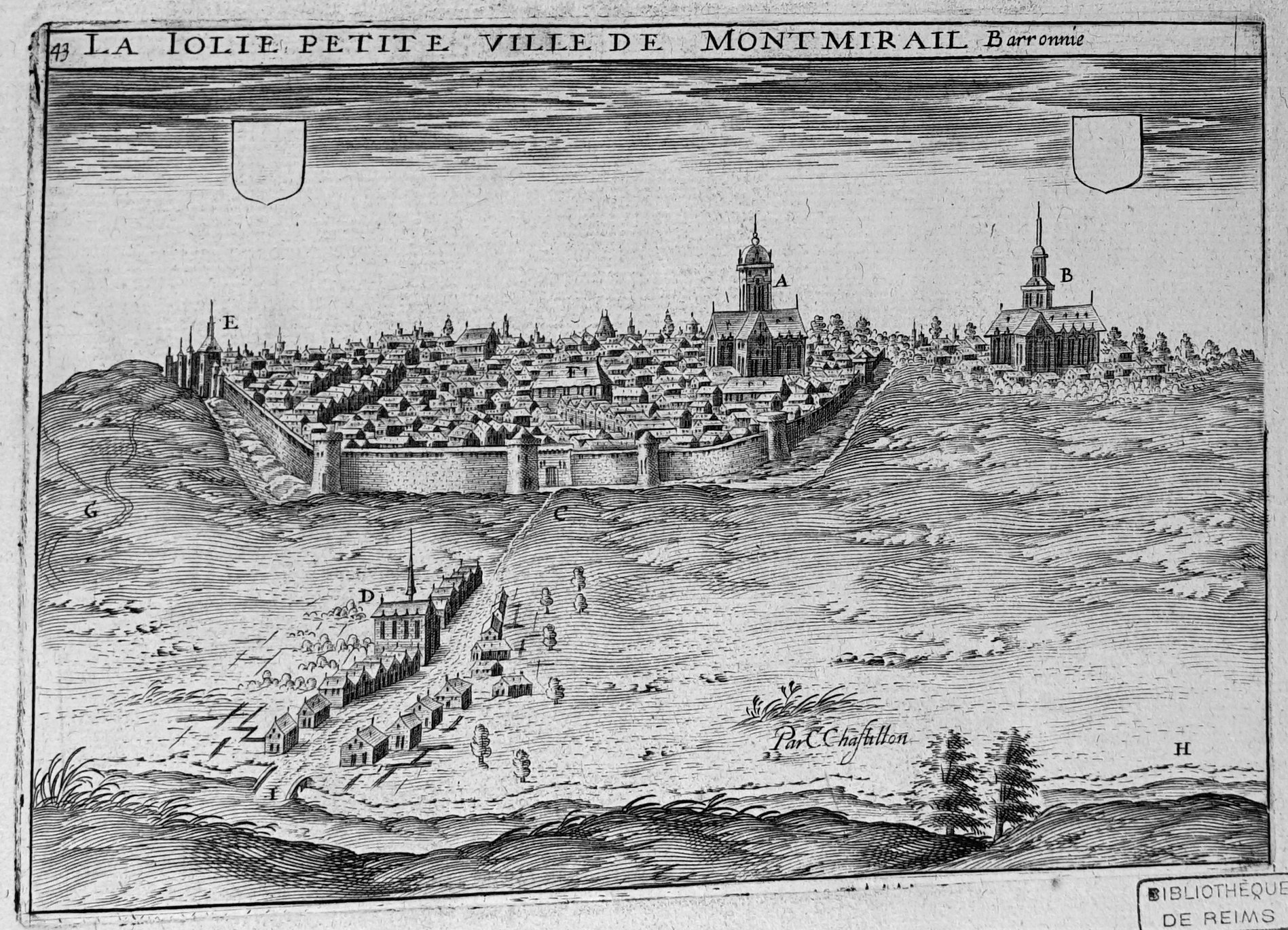
Baronnie de Montmirail fin XVIe siècle par Claude Chastillon.

- Philippine de Sarrebruck-Commercy, fille de Robert II-IV de Sarrebruck et sœur d'Amé III, dame de Commercy-Château-Haut, Louvois et Montmirail (La Ferté-Gaucher et Braine passent à sa sœur Guillemette, x Robert III de La Marck ; Roucy et Pierrepont passent à leur sœur Catherine, x Antoine de Roye), épouse en 1504 Charles de Silly (famille normande[4] ; cf. Silly à Dozulé ?), sgr. de Rochefort-en-Yvelines et comte de La Roche-Guyon (env. 1477 - 4 août 1518) ;
- Jacques de Silly, épouse en 1547 Madeleine d'Annebault (- 1571) et construit le nouveau château de Montmirail en 1553 et le parc, sur l'emplacement actuel ;
- Antoine de Silly, baron de Montmirail (1570 - 1609), son neveu, petit-fils de Charles de Silly et fils de Louis de Silly, seigneur de La Roche-Guyon.

### Famille de Gondi
- Françoise-Marguerite de Silly, dame de Commercy (- 1625), fille d'Antoine de Silly, épouse en 1604 Philippe-Emmanuel de Gondi, comte de Joigny, général des Galères (1581 - 29 juin 1662), venu d'Italie avec Marie de Médicis ;
- Philippe-Emmanuel de Gondi ;
- Pierre de Gondi, général des Galères du Roi, duc de Retz, (1602 - 29 avril 1676), frère du célèbre cardinal de Retz, épouse en 1633 Catherine de Gondi (28 décembre 1612 - 20 septembre 1677), duchesse héritière de Retz, fille de son cousin germain Henri de Gondi, duc de Retz (1590 - 12 août 1659). Fin des seigneurs héréditaires de Montmirail en 1655.

### Famille de La Trémoille
- Louis II de La Trémoille, duc de Noirmoutier (25 décembre 1612 - 12 octobre 1666), épouse en 1640 Renée Julie Aubery (1618 - 20 février 1679), achète le château en 1655 pour 550 000 livres et fait construire l'aile devant l'église ; il fait ouvrir l'allée devant le château en démolissant des maisons, planter des marronniers et ériger la grille en 1656. Pour cela il fait combler le fossé des remparts et verse une rente de 300 livres à l'abbaye de St-Jean-des-Vignes de Soissons pour les bâtiments et les jardins utilisés[5].
- Renée Julie Aubery (de La Trémoille), sa veuve en 1666. La trente-cinquième tenante du château le vend le 27 avril 1678 à M. de Louvois avec les rentes, droits de ressorts, haute-, moyenne- et basse-justice, patronage[6]...

### Famille Le Tellier de Louvois

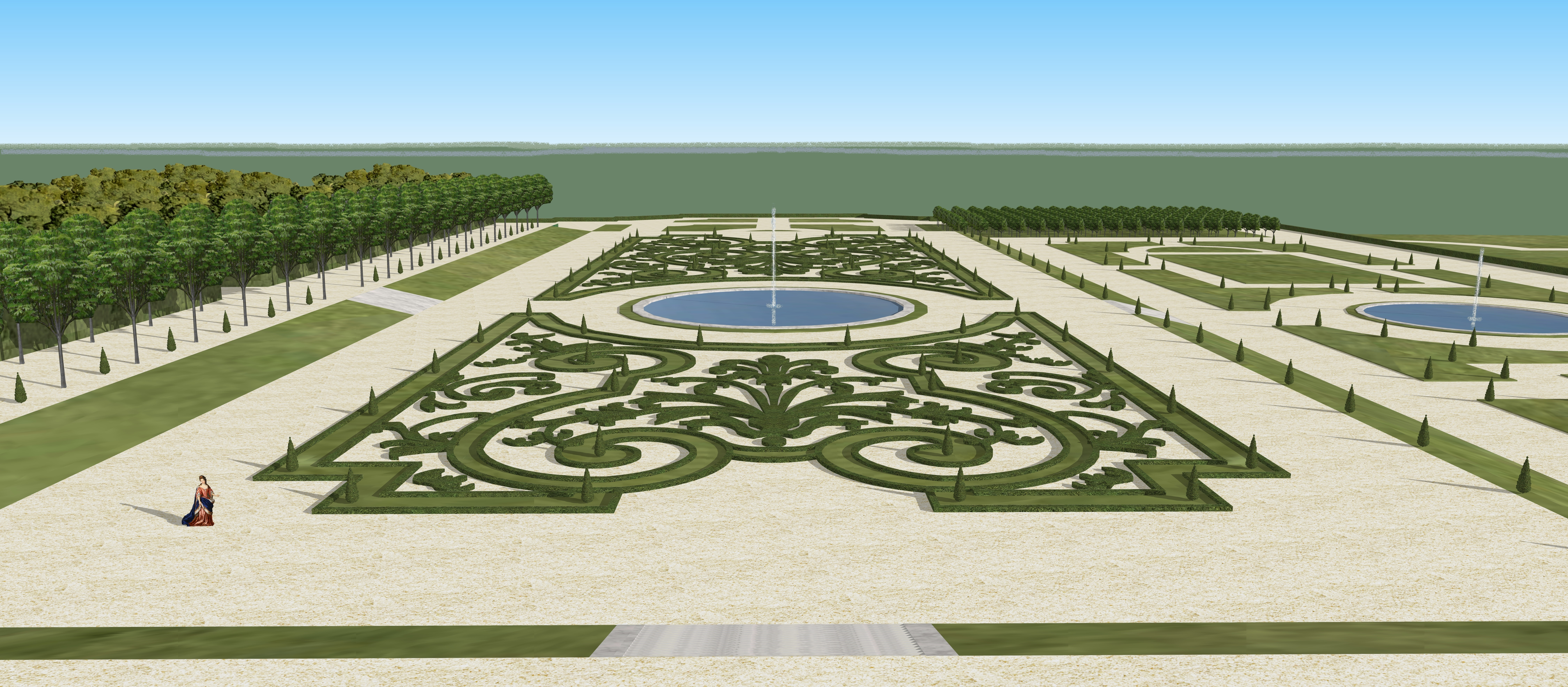
Restitution du parterre du château de Montmirail, fin du XVIIe siècle

- François Michel Le Tellier marquis de Louvois et de Courtanvaux (18 janvier 1641 - 16 juillet 1691), épouse Anne de Souvré, marquise de Courtanvaux (30 novembre 1646 - 2 décembre 1715) ; Il fait restaurer la façade et le fronton en 1682, agencer le parc par André Le Nôtre ;
- Michel-François Le Tellier, comte de Courtanvaux (15 mai 1663 - 11 mai 1721), épouse en 1691 Anne Catherine dite "Marie" d'Estrées (1663 - 1741) ;
- Louis-Nicolas Le Tellier, marquis de Souvré (23 janvier 1667 - 10 décembre 1725) ;
- Louis Charles César Le Tellier, (2 juillet 1695 - 2 janvier 1771), maréchal de France, duc d'Estrées ;
- "François" Michel César Le Tellier de Louvois (février 1718 - 7 juillet 1781) marquis de Courtanvaux, fils de François Le Tellier (1693 - 24 septembre 1719 fils de Michel-François Le Tellier, comte de Courtanvaux et d'Anne Catherine dite "Marie" d'Estrées) et d'Anne-Louise de Noailles (26 août 1695 - 19 mai 1773) ;
- Charles-François-César Le Tellier, épouse Charlotte Bénigne Le Ragois de Bretonvilliers ;
- Sa fille : Bénigne Le Tellier de Louvois (4 juin 1764 - 24 janvier 1849), épouse Ambroise-Polycarpe de La Rochefoucauld, marquis de Surgères, vicomte de La Rochefoucauld, 1er duc de Doudeauville (22 avril 1765 - 2 juin 1841).

### Maison de La Rochefoucauld

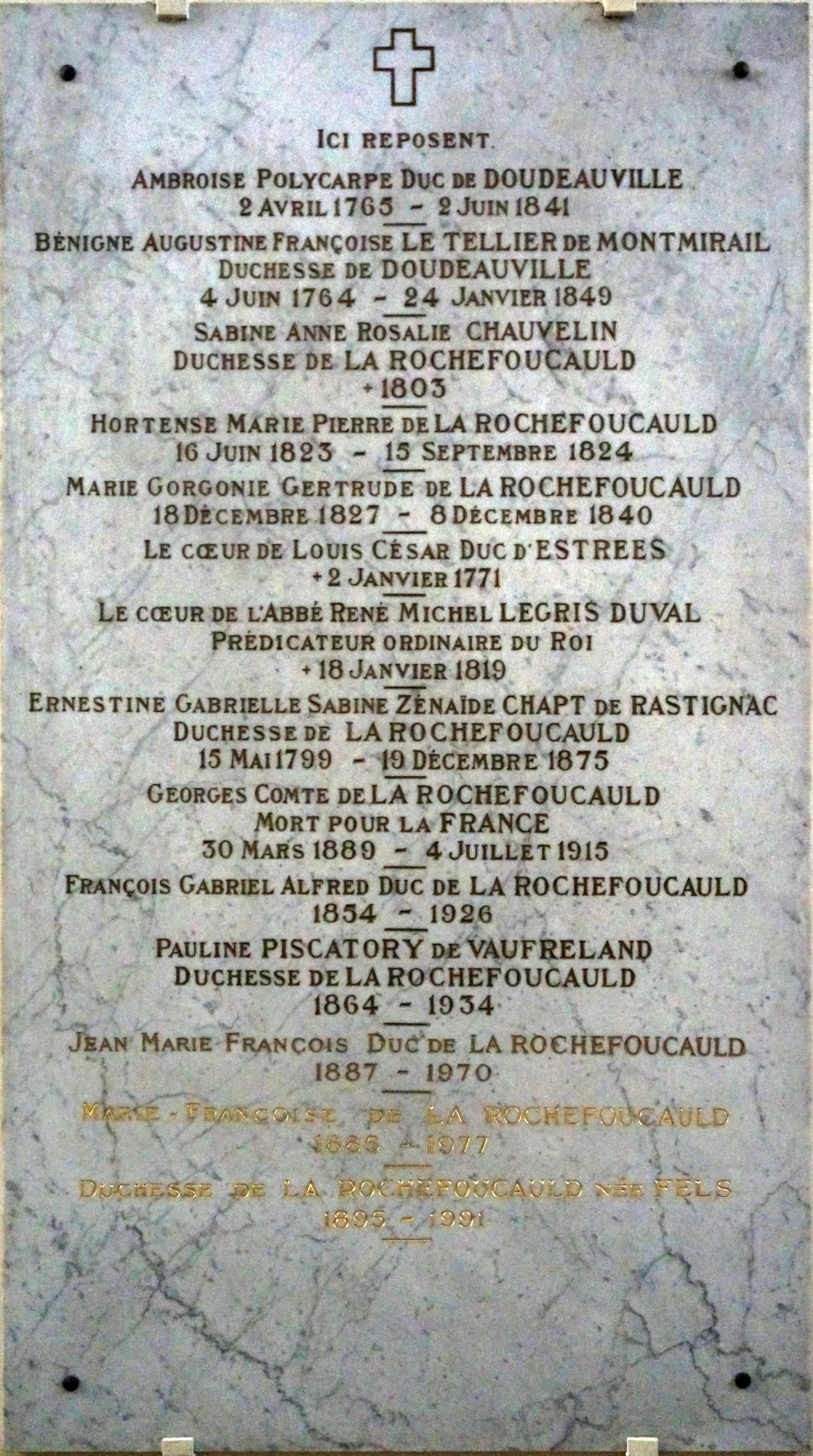
Tombes de la famille au Couvent de Montmirail.

- Sa fille : Françoise de La Rochefoucauld, née en 1781, décédée en 1802, devient baronne de Montmirail. Elle épousa Pierre Chapt de Rastignac, fils de Jacques Gabriel Chapt de Rastignac et de Marie-Bertrande de Hautefort ;
- Zénaïde de Chapt de Rastignac (1798 - 19 décembre 1875), épouse François XIV de La Rochefoucauld, 9e duc de La Rochefoucauld (17 décembre 1794 - 11 décembre 1874) ;
- François XV Auguste Ernest Marie de La Rochefoucauld, 10e duc de La Rochefoucauld, duc de Liancourt et d'Anville (14 avril 1818 - 4 décembre 1879), époux de Radegonde Euphrasie Bouvery ;
- François XVI Alfred Gaston, 11e duc de La Rochefoucauld, duc de Liancourt et d'Anville (21 avril 1853 - 24 février 1925) époux de Mattie Elisabeth Mitchell (28 août 1866 - 21 février 1933) ;
- Edmée de Fels, duchesse de La Rochefoucauld, (28 avril 1895 - 20 septembre 1991) épouse de Jean François Marie, 13e duc de La Rochefoucauld, 8e duc de Liancourt et d'Anville, (10 mars 1887 - 3 janvier 1970), neveu - et fils adoptif - de François XVI Alfred Gaston, 11e duc de La Rochefoucauld ;
- François XIX de La Rochefoucauld, duc de Liancourt, son petit-fils. Vente en 1993.

Depuis cette vente, la famille de La Rochefoucauld a transféré de nombreux meubles, objets, tableaux de famille et archives au château charentais éponyme, où ils ont été exposés.

### Derniers possesseurs
Depuis 2002 : Joseph Puzo, Président Directeur Général d'Axon' Cable ; le château sert notamment de centre de conférences.